# 디 애시스

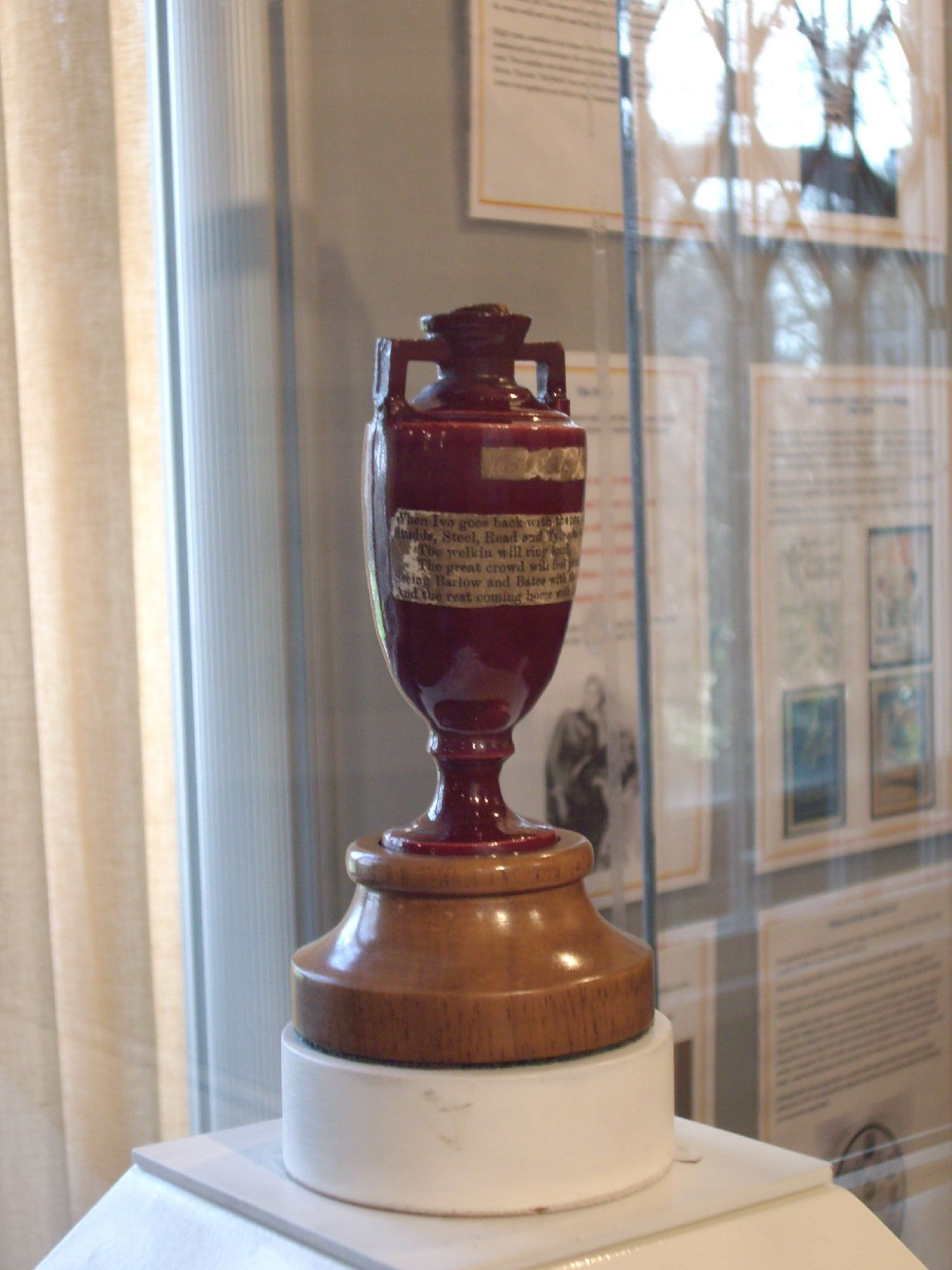
디 애시스 우승 항아리

디 애시스(The Ashes)는 잉글랜드 크리켓 국가대표팀과 오스트레일리아 크리켓 국가대표팀 사이에서 행해지는 크리켓 평가전 시리즈이다.

## 역사
첫 경기는 1882년이다. 2014년 기준으로 상대 전적은 오스트레일리아의 128승, 잉글랜드의 103승, 무승부 89번이다.